# Friedrich Percy Weber
Friedrich Percy Weber (* 20. Dezember 1844 in Heidelberg; † 19. Januar 1895 in Berlin) war ein deutscher Schriftsteller und Redakteur.

## Leben
Als Sohn des Historikers Georg Weber und als Bruder von Heinrich Weber geboren, besuchte Friedrich Percy Weber das Gymnasium in Heidelberg. In Heidelberg studierte er von 1862 bis 1864 Geschichte und Philologie. Während seines Studiums wurde er 1862 Mitglied der Burschenschaft Allemannia Heidelberg. Von 1864 bis 1865 studierte er in Göttingen, dann wieder in Heidelberg und 1866 in Bonn. 1866 wurde er in Heidelberg zum Dr. phil. promoviert. 1869 legte er in Karlsruhe sein Oberlehrerexamen ab. Ab 1872 arbeitete er als Schriftsteller in Berlin und war als Redakteur der liberalen Spenerschen Zeitung tätig. In den letzten Lebensjahren seines Vaters unterstützte er diesen bei der Herausgabe seiner Werke. Ab 1883 war er Mitarbeiter und später verantwortlicher Redakteur der Nationalliberalen Correspondenz, dem Parteiorgan der Nationalliberalen Partei. Er schrieb Novellen und Epik. 1886 schrieb er das bekannte Studentenlied Reicht mir das alte Burschenband, das in seiner Novelle Im Pfalzgrafenschloß veröffentlicht und später von Vinzenz Lachner vertont wurde.

## Veröffentlichungen
- Nach dem Tod seines Vaters Georg Weber fortgesetzt: Allgemeine Weltgeschichte. 2. Auflage, Leipzig 1882–1889.
- Im Pfalzgrafenschloß, eine Studenten- und Soldatengeschichte aus dem alten Heidelberg. Lahr 1886.
- Fridolin. Eine Kreuzfahrergeschichte vom Rhein. Leipzig 1887.
- Alte Geschichten. Band 1. Leipzig 1889.
- Alte Geschichten. Band 2: Im Odenwald und Neckarthal. Leipzig 1893.